# رونالد وليامز
رونالد وليامز (بالإنجليزية: Ronald Samuel Ainslie Williams)‏ هو سياسي بريطاني (وحمل سابقاً جنسية المملكة المتحدة لبريطانيا العظمى وأيرلندا)، ولد في 2 أبريل 1890، وتوفي في 10 ديسمبر 1971. حزبياً، نشط في الحزب الليبرالي. في الانتخابات العامة في المملكة المتحدة 1923 ‏، انتخب عضو برلمان المملكة المتحدة الـ33 عن دائرة سيفينأوكس (6 ديسمبر 1923 – 9 أكتوبر 1924).